# Bàng (họ)
Bàng là một họ của người Trung Quốc (chữ Hán: 庞, Bính âm: Pang) và Triều Tiên (Hangul: 방; Hanja: 龐, 房; Romaja quốc ngữ: Bang). Trong danh sách Bách gia tính họ này xếp thứ 120. Người Trung Quốc còn một họ nữa cũng có phiên âm Hán Việt là Bàng, đó là họ 逄 (đứng thứ 296 trong Bách gia tính), tuy nhiên họ này hiếm gặp hơn họ Bàng (庞).

## Người Trung Quốc họ Bàng (龐) nổi tiếng
- Bàng Quyên, tướng của nước Ngụy thời Xuân Thu
- Bàng Thống, mưu sĩ của Lưu Bị thời Tam Quốc
- Bàng Đức, tướng của Tào Tháo thời Tam Quốc
- Bàng Tịch (Bàng Cát) hay còn gọi là Bàng Thái sư, thái sư nhà Tống
- Bàng Bỉnh Huân, Đại tướng quân đội Quốc Dân Đảng Trung Quốc
- Bàng Văn Chính, Bộ trưởng Bộ quốc phòng Trung Quốc
- Bàng Văn Dũng, con trai của Bàng Văn Chính, nhà báo Đài Loan
- Bàng Phương,vận động viên bóng bàn Trung Quốc

## Người Triều Tiên họ Bàng nổi tiếng
- Andrea Bang, diễn viên Canada gốc Hàn.
- Diana Bang, diễn viên, nhà văn, nhà sản xuất người Canada gốc Hàn.
- Sung Hoon (tên khai sinh Bang In-kyu), diễn viên kiêm người mẫu Hàn Quốc.
- Go Eun-ah (tên khai sinh Bang Hyo-jin), diễn viên Hàn Quốc.
- Minah (tên khai sinh Bang Minah), ca sĩ Hàn Quốc và là thành viên nhóm nhạc Girl's Day.
- Mir (tên khai sinh Bang Cheol-yong), ca sĩ Hàn Quốc và là thành viên nhóm nhạc MBLAQ
- Ryan Bang, diễn viên, ca sĩ, nhân vật giải trí người Hàn Quốc ở Philippines.
- Bang Jae-min, diễn viên, rapper Hàn Quốc.
- Bang Seong-joon, diễn viên lồng tiếng Hàn Quốc.
- Bang Sung-hyeon (còn được biết tới với nghệ danh JJonak), một tuyển thủ Overwatch thi đấu người Hàn Quốc.
- Bang Si-hyuk, nhà viết lời, nhà soạn nhạc, nhà sản xuất, giám đốc thu âm, người sáng lập của Big Hit Music và Hybe Corporation.
- Bang Ye-dam, ca sĩ và là cựu thành viên người Hàn Quốc của nhóm nhạc Treasure.
- Bang Yong-guk, rapper, người viết ca khúc và là trưởng nhóm của nhóm nhạc B.A.P .
- Bang Young-ung, tiểu thuyết gia Hàn Quốc.